# Жемайтское воеводство

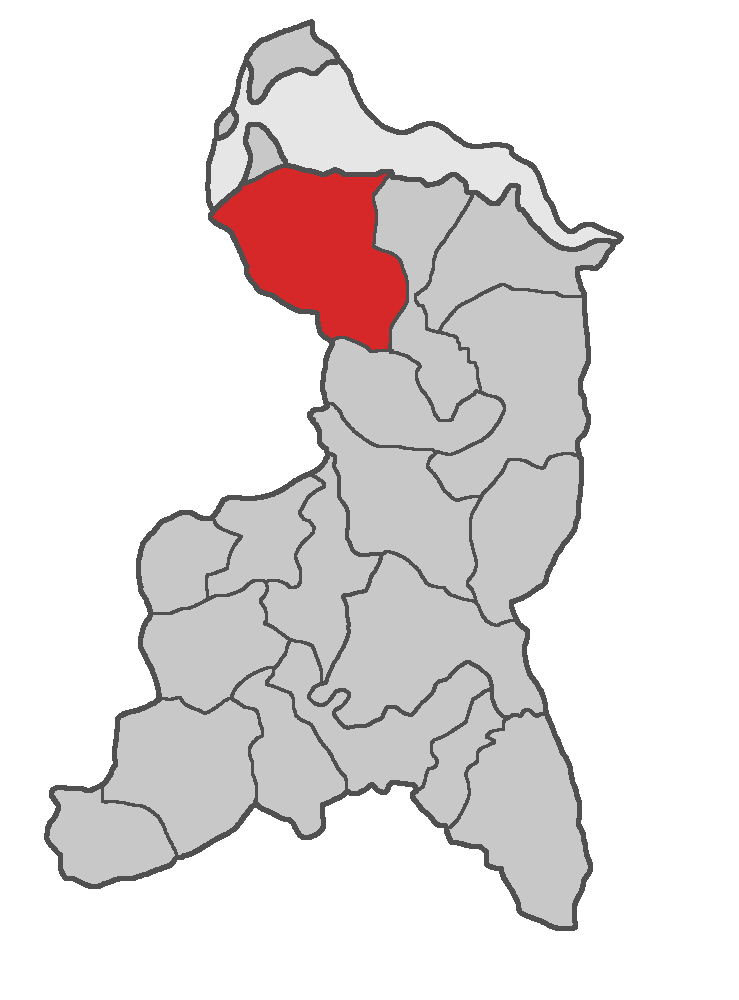
Воеводство Жемайтское в составе Речи Посполитой (1793—1795)

Жемайтское воеводство (бел. Жамойцкае ваяводства) — административно-территориальная единица в Великом княжестве Литовском, существовавшая в 1793—1795 годах. Центр — город Расейняй. Фактически не было организовано в связи с польским восстанием под руководством Т. Костюшко.
Образовано 23 ноября 1793 года согласно решению Гродненского сейма, прекратило своё существование в результате третьего раздела Речи Посполитой в 1795 году.

## Административное деление
Делилось на три земли:
- Россиенская
- Тельшяйская
- Шяуляйская

## Чиновники
На вальном сейме было представлено двумя сенаторами (воеводой и каштеляном) и шестью послами (от каждой земли).
Воеводы:
- Ни одного воеводы жемайтского не было, фактически его роль исполнял последний генеральный староста жемайтский Антоний Гелгуд.

Каштеляны:
- Последним каштеляном жемайтским был Станислав Антоний Тышкевич.